# Haldorus longistylus
Haldorus longistylus är en insektsart som beskrevs av Rauno E. Linnavuori och Delong 1979. Haldorus longistylus ingår i släktet Haldorus och familjen dvärgstritar. Inga underarter finns listade i Catalogue of Life.